# Euchiton sphaericus
Euchiton sphaericus là một loài thực vật có hoa trong họ Cúc. Loài này được (Willd.) Holub mô tả khoa học đầu tiên năm 1974.